# سمارت (سيجارة)
سمارت (الاسم البديل: سمارت إكسبورت ) هي علامة تجارية نمساوية للسجائر ، تملكها وتصنعها حاليًا شركة أستريان تاباك جي ام بي اتش ( شركة التبغ النمساوية ).

## تاريخ
سمارت تم إنشؤها في ٧ سبتمبر من عام ١٩٥٩، كسجائر مفلترة في النمسا. بحلول منتصف عام ١٩٦٢ أصبحت ثاني أكثر العلامات التجارية للسجائر شعبية في النمسا، وأخيراً في عام ١٩٦٨ أطاحت بالعلامة التجارية المعروفة باسم النمسا ٣ (المعروفة أيضًا باسم أي ٣ ) من المربع الأول من حيث الشعبية. تم حظر تصدير هذه السجائر في عام ١٩٧٥ من السوق.

## التعبئة والتغليف
تم إنشاء تصميم سمارت اكسبورت في عام ١٩٥٩ في النمسا وينسب إلى نباتات التبغ . الصندوق الأسود ذو الخطوط البيضاء والذهبية، والكرة الأرضية و مقولة ""سيمبير ايبيك" و التي تعني - دائمًا وفي كل مكان" مصمم نيابة عن الفنان الجرافيكي هيمو لاوث. و الذي يعتمد في تصميمه على تصميم إيمانويلا ديلينيون (ني وها) للعلامة التجارية السابقة "سمارت" منذ عام ١٩٥٦ فصاعدًا.  

## النشر
لا تزال سمارت علامة تجارية مشهورة جدًا في السوق النمساوية، لأنها غير مكلفة نسبيًا. تبلغ تكلفة مجموعة 20 حزمة من أصناف "سمارت اكسبورت" و "سمارت اكسبورت وايت" و "سمارت أميريكان بليند ١٠٠" ٤.٧٠ يورو (اعتبارًا من أبريل ٢٠١٧). 

## اسم الفنان
اختارت الفنانة الرائدة ڤالي اكسبورت اسمها الفني مبكرا من حيث تمثيل ڤيلتبيكانتايت للعلامة التجارية. في عام ٢٠١٧، افتتحت ڤالي أرشيفها في مركز تصدير لينز لصناعة التبغ السابق. 

## الأسواق
تُباع سجائر سمارت في البلدان التالية: فنلندا، ألمانيا، النمسا، سويسرا، سلوفاكيا، إستونيا و تركيا .   

## روابط خارجية
- ماذا هي السيجارة الالكترونية؟
- الآثار الصحية للتدخين الإلكتروني – ما مدى أمانه؟